# Michel Andrieux
Michel Andrieux (Bergerac, 28 de abril de 1967) es un deportista francés que compitió en remo.
Participó en tres Juegos Olímpicos de Verano, obteniendo dos medallas, bronce en Atlanta 1996 y oro en Sídney 2000, en la prueba de dos sin timonel, y el cuarto lugar en Barcelona 1992, en la misma prueba.
Ganó cinco medallas en el Campeonato Mundial de Remo entre los años 1993 y 1999.

## Palmarés internacional
| Juegos Olímpicos   | Juegos Olímpicos              | Juegos Olímpicos  | Juegos Olímpicos   |
| Año                | Lugar                         | Medalla           | Prueba             |
| ------------------ | ----------------------------- | ----------------- | ------------------ |
| 1996               | Atlanta (Estados Unidos)      | Medalla de bronce | Dos sin timonel    |
| 2000               | Sídney (Australia)            | Medalla de oro    | Dos sin timonel    |
| Campeonato Mundial |                               |                   |                    |
| Año                | Lugar                         | Medalla           | Prueba             |
| 1993               | Račice (República Checa)      | Medalla de oro    | Cuatro sin timonel |
| 1994               | Indianápolis (Estados Unidos) | Medalla de plata  | Cuatro sin timonel |
| 1995               | Tampere (Finlandia)           | Medalla de bronce | Dos sin timonel    |
| 1997               | Aiguebelette (Francia)        | Medalla de oro    | Dos sin timonel    |
| 1999               | St. Catharines (Canadá)       | Medalla de plata  | Dos sin timonel    |